# Pávai Vajna Gábor
Pávai Vajna Gábor (Debrecen, 1851. február 18. – Pozsony, 1913. május 31.) orvos-sebészdoktor, szülészmester, a pozsonyi magyar királyi országos kórház főorvosa.

## Élete
Pávay Vajna György és Harsányi Júlia fiaként született. Középiskoláit szülőhelyén végezte, azután 1869-ben az orvosi pályára lépett és a Pesti Egyetemen hallgatta az orvosi tudományokat. Ezen idő alatt kétszer nyert pályadíjat kórbonctanból és megkapta az állami 300 forintos ösztöndíjat a vizsgálatok letétele után három évre.
Tanulmányainak bevégezte után a Korányi Frigyes egyetemi tanár vezetése alatt álló belgyógyászati klinikán mint tanársegéd első ösztöndíjas gyakornokká, 1879-ben pedig első tanársegéddé nevezték ki. E minőségben működött 1882 május haváig, midőn Tisza Kálmán belügyminiszter a pozsonyi országos kórház főorvosává kinevezte. Mielőtt ezen állását elfoglalta, nagyobb tanulmányutat tett Német-, Francia- és Olaszországban. Pozsony város képviselőtestületének tagja, a közegészségtan előadója, a pozsonyi Toldy Kör első alelnöke volt, sikerrel küzdött a magyarosodás érdekében. Vutkovich Sándor akadémiai jogtanárral a magyarság és a magyar állameszme megszilárdítására nagy anyagi áldozattal alapította 1891-ben a Nyugatmagyarországi Híradót. 
1882. december 3-án Budapesten, a Kálvin téri református templomban házasságot kötött Suján Eszterrel, Suján Ferenc és Czillinger Berta lányával, az eskető lelkész Török Pál volt.

## Írásai
Cikkei a következő lapokban és folyóiratokban: Orvosi Hetilap (1880. A cresotinsavas natrium gyógyhatása és alkalmazási módjáról, németül a Pester med.-chirurg. Presseben, 1882. Uti levelek, a Wiener med. Wochenschriftben is, 1887. Az Antifebrinről, a pozsonyi természettudományi társulat Évkönyvében is németül), Pozsonyvidéki Lapok (1883. Az írók és művészek párisi kirándulásáról, hét tárcacikk, több tárcacikk társadalmi viszonyainkról); Oktató Háziorvos (1884. A tuberkulozisról és Pozsony közegészségügyi viszonyairól); Centralblatt f. Therapie (1885. Über den therapeutischen Werth der Bergeonischen Kohlensäure, Gasinjectionen, Über Acetalinid); a pozsonyi orvos-természettudományi társulat Évkönyve (1891. Über den heutigen Stand der Heilmethode der Lungensucht); Nyugatmagyarországi Hiradó (1895. Balatonfüredi tárczák); a pozsonyi lapokban (Az állati delejességről, Az országos kórház elmebajosainak ügyéről sat.); az Orvosi Archívumnak is munkatársa volt.

## Művei
- Pozsony és a harmadik egyetem. Pozsony, 1884 (Először a helybeli lapokban jelent meg magyarul és németül)
- A tüdővészről és annak ragályanyagáról. A Koch-féle «Bacillus tuberculosisról». Népszerű előadás. Uo. 1884. (2. kiadás. Uo. 1884)
- A kolera, különös tekintettel az óvó rendszabályokra, fertőtlenítésre és Pozsony közegészségügyi viszonyaira. Ugyanott, 1884-ben (Németül. Uo. 1884-ben. Először a helyi lapokban jelent meg magyarul és németül)
- Az Antipyrin. Uo. 1885 (Közlemények a pozsonyi országos kórház belgyógyászati osztályáról I. Előbb a Közegészségügyi Kalauzban és a Pester med.-chirurg. Presseben, a párisi France medicale is átvette egy részét)
- A thallinról, mint legújabb hőcsökkentőszer gyógyértékéről és a lázas betegek gyógykezelési módjáról. Uo. 1885 (előbb az orvosi Hetilapban)
- A kutyakérdés ügyében. Uo. 1886 (Németül. Uo. 1886)
- Hogyan kell dezinficiálni? Különös tekintettel a kolera ellen teendő óvóintézkedésekre. Pozsony sz. kir. város egészségügyi bizottságának megbízásából. Uo. 1886 (Dobrovits M.-al együtt. 2. kiadás. Uo. 1892., 3. bőv. és újra átdolg. kiadás. Uo. 1893)
- Hol állítsuk fel a harmadik egyetemet? Röpirat, ajánlva az országos képviselők figyelmébe. Ugyanott, 1887 (Ném. Uo. 1887. ez válasz volt Billroth «Aphorismen zum Lehren und Lernen» cz. röpiratára)
- Az antifebrinről. Uo. 1887 (Németül. Uo. 1887)
- Az orvosi kamarák érdekében. Uo. 1888 (a Gyógyászatban is)
- A Bergeon-féle exhalatióról. Bpest, 1887 (Különnyomat az orvosi hetilapból. Németül. Uo. 1887)
- A halottégetésről. Pozsony, 1889
- Az idegességről. Népszerű előadás. Uo. 1891 (Megjelent 1890-ben a pozsonyi lapokban és a Hosszú Életben. Az eperjesi Széchenyi-kör által száz aranynyal jutalmazott pályamű)
- A tuberkulozis gyógyításáról Koch rendszere szerint. Berlini tapasztalatok alapján. Uo. 1891 (A Közegészségügyi Kalauzban 1890)
- A divatról orvosi tekintetben. Népszerű felolvasás. Uo. 1891 (A pozsonyi felső leányiskola Értesítőjében és a Hosszú Életben is)
- A tüdővész gyógyító-módjának mai állásáról. Önálló tapasztalatok nyomán. Uo. 1891
- A difteriáról és a Behring-féle vérsavó gyógyítómódról. Népszerű előadás. Uo. 1895
- Védekezés a tüdővész ellen. Uo. 1898
- A magyar orvosi-rend tönkretevése. Uo. 1900. (Különny. a Nyugatmagy. Hiradóból)
- A pozsonyi színügyi kérdésről. Uo. 1901 (Különny. a Nyugatmagy. Hiradóból)
- Abbáziai levelek. Uo. 1902
- Mi az oka annak, hogy hazai fürdőink nem boldogulnak és hogy a betegek legnagyobb része külföldi fürdőkbe megy? Budapest, 1902 (A Magyar Orvosok Lapja tudományos közleményei. Különny.)
- Pozsony szab. kir. város közegészségügyének fejlődése 1856-1906-ig (Pozsony, 1907)

Jegyei P. G. és Py. (a pozsonyi lapokban).